# Ligne 5 de trolleybus de Riga
 (février 2024).
Si vous disposez d'ouvrages ou d'articles de référence ou si vous connaissez des sites web de qualité traitant du thème abordé ici, merci de compléter l'article en donnant les références utiles à sa vérifiabilité et en les liant à la section « Notes et références ».
La ligne 5 de trolleybus de Riga (en letton : 5. trolejbusu maršruts) est une ligne de trolleybus de Riga en Lettonie.

## Infrastructure

### Ligne
La ligne de trolleybus 5 des transports publics de Riga, relie le stade Daugava à la Clinique Paula Stradins de l'hôpital universitaire, située  dans le voisinage d'Agenskalns.
La longueur totale  itinéraire de la ligne 5 trolleybus est de 17,193 km. 
La longueur dans le sens Stade Daugava - Clinique Paula Stradins est de 8,581 km, et la longueur dans le sens Clinique Paula Stradins - Stade Daugava est de 8,612 km.
En semaine, 3 trolleybus de la ligne 5 circulent, soit un total de 40 trajets, en fin de semaine 2 trolleybus circulent, soit un total de 27 trajets quotidiens.
Parcours :
- Dans le sens Stade Daugava — Clinique Paula Stradins, les trolleybus empruntent les rues: Pērnavas iela, A. Deglava iela, Tallinas iela, Aristīda Briāna iela, Kr. Valdemāra iela, Vanšu tilts, Kr. Valdemāra iela, Kalnciema iela, Baložu iela, Kristapa iela, Melnsila iela, Lapu iela, Nometņu iela, Mārupes iela, Tukuma iela et Pilsoņu iela.
- Dans le sens Clinique Paula Stradins — Stade Daugava, les trolleybus empruntent les rues: Pilsoņu iela, Liepājas iela, Mārupes iela, Nometņu iela, Lapu iela, Melnsila iela, Kapseļu iela, Baložu iela, Kalnciema iela, Kr. Valdemāra iela, Vanšu tilts, Kr. Valdemāra iela, Aristīda Briāna iela, Tallinas iela, Valmieras iela, Rūjienas iela et Pērnavas iela.

### Arrêts
La ligne 5 compte 39 arrêts. Dans le sens Stade Daugava - Clinique Paula Stradins elle marque 20 arrêts, dans le sens Clinique Paula Stradins — Stade Daugava elle marque 19 arrêts.
| N° | Arrêts                  |
| -- | ----------------------- |
| 1  | Daugavas stadions       |
| 2  | Jāņa Asara iela         |
| 3  | Vārnu iela              |
| 4  | Aleksandra Čaka iela    |
| 5  | Krišjāņa Barona iela    |
| 6  | Brīvības iela           |
| 7  | Miera iela              |
| 8  | Krišjāņa Valdemāra iela |
| 9  | Bruņinieku iela         |
| 10 | Emiļa Melngaiļa iela    |
| 11 | Elizabetes iela         |
| 12 | Nacionālais teātris     |
| 13 | Ķīpsala                 |
| 14 | Baložu iela             |
| 15 | Melnsila iela           |
| 16 | Ļermontova iela         |
| 17 | Nometņu iela            |
| 18 | Āgenskalna tirgus       |
| 19 | Tukuma iela             |
| 20 | P. Stradiņa slimnīca    |

| N° | Arrêt                              |
| -- | ---------------------------------- |
| 1  | P. Stradiņa slimnīca               |
| 2  | Tukuma iela                        |
| 3  | Āgenskalna tirgus                  |
| 4  | Ļermontova iela                    |
| 5  | Kapseļu iela                       |
| 6  | Valsts arhīvs                      |
| 7  | Ķīpsala                            |
| 8  | Zigfrīda Annas Meierovica bulvāris |
| 9  | Mākslas muzejs                     |
| 10 | Lāčplēša iela                      |
| 11 | Bruņinieku iela                    |
| 12 | Aristīda Briāna iela               |
| 13 | Miera iela                         |
| 14 | Brīvības iela                      |
| 15 | Krišjāņa Barona iela               |
| 16 | Aleksandra Čaka iela               |
| 17 | Krāsotāju iela                     |
| 18 | Jāņa Asara iela                    |
| 19 | Daugavas stadions                  |

## Galerie

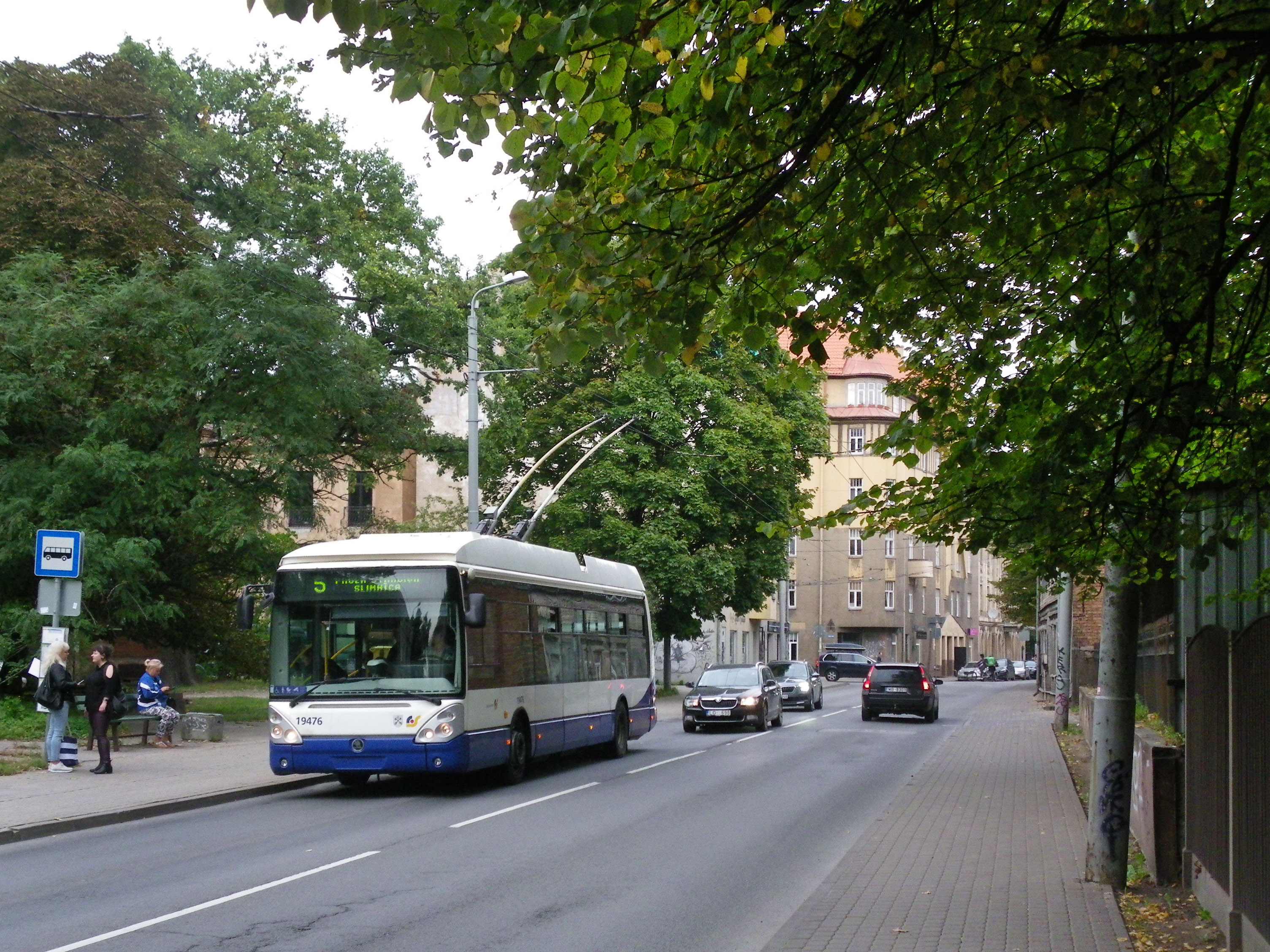
Nometņu iela.
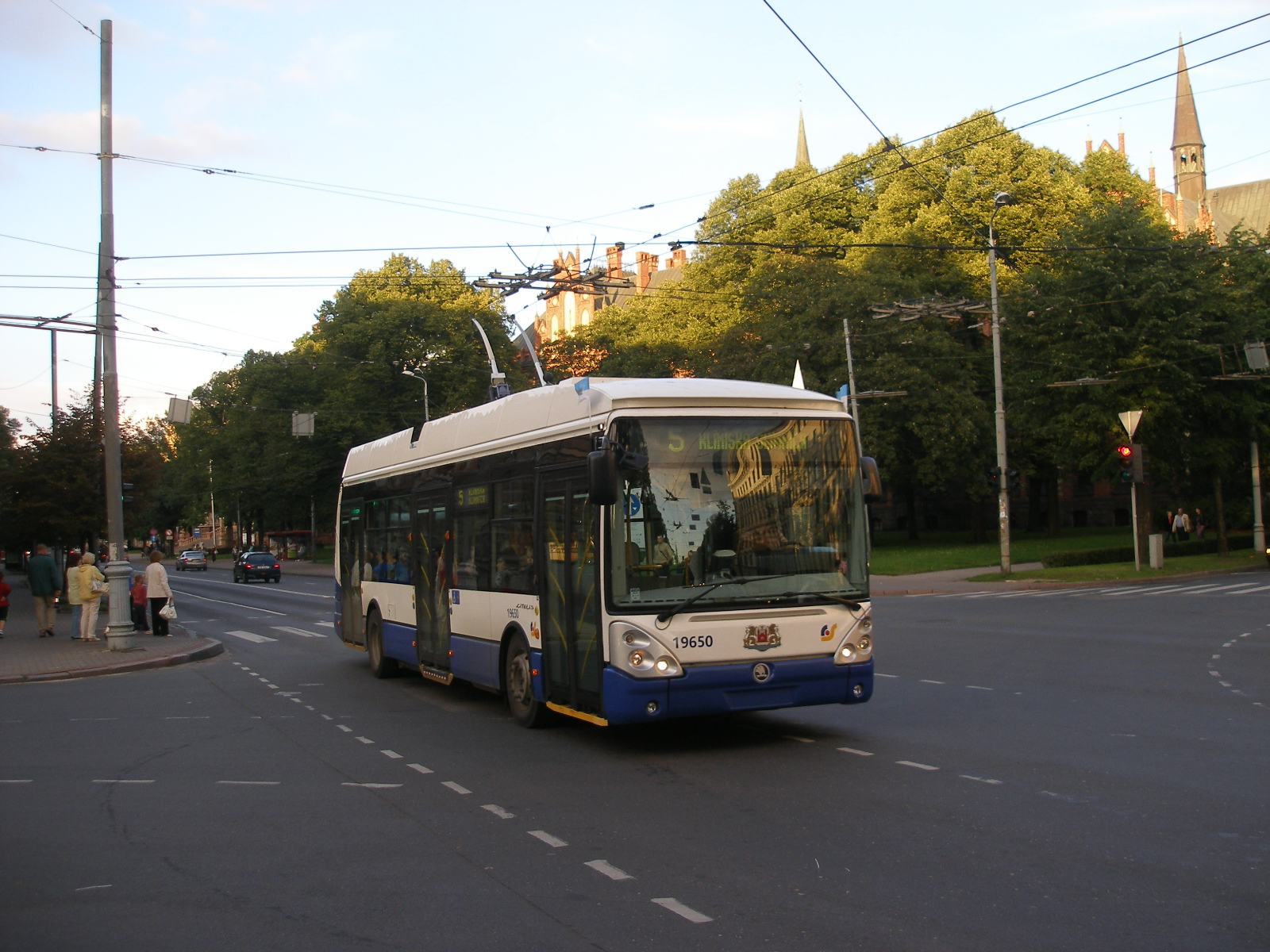
Krišjāņa Valdemāra iela.
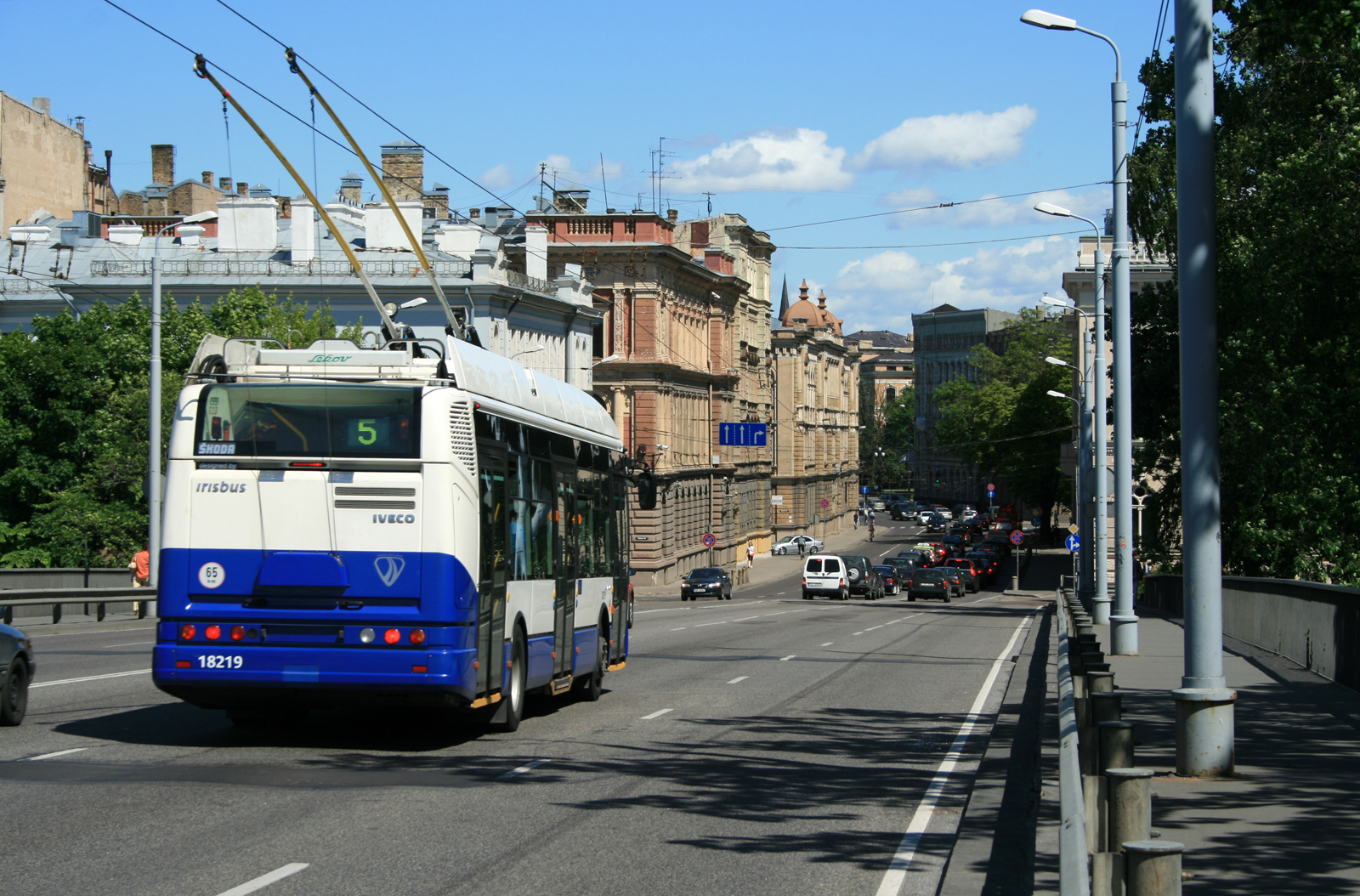
Pont Vanšu.